# Найдовський Юрій В'ячеславович
Юрій Найдовський (каз. Юрий Вячеславович Найдовский, нар. 10 квітня 1963, Актау) — радянський та казахський футболіст, що грав на позиції нападника.
Виступав, зокрема, за клуби «Кайрат» та «Металург» (Запоріжжя), а також національну збірну Казахстану.

## Клубна кар'єра
Мій перший дитячий тренер — Юрій Борисович Ястребов.
У дорослому футболі дебютував 1980 року виступами за команду при Інституті фізкультури СКІФ (Алма-Ата), в якій провів три сезони у Другій лізі казахстанської зони чемпіонату СРСР, взявши участь у 64 матчах чемпіонату.
У 1983 році 20-річного Найдовського запросили до молодіжної збірної Казахської РСР на Спартакіаду народів СРСР. Там на турнірі його запримітив тренер дубля «Кайрата» Євген Кузнєцов. В першому ж сезоні допоміг своїй команді виграти Першу лігу СРСР і в подальшому, до сезону 1988 року включно грав з клубом у Вищій лізі СРСР, після чого сезон 1989 року знову провів з «Кайратом» у Першій лізі.
У сезоні 1990 року грав у Першій лізі СРСР за запорізький «Металург», по завершенні якого знову повернувся у «Кайрат». У його складі у сезоні 1992 року Найдовський дебютував у новоствореній Вищій лізі Казахстану і в тому сезоні став з алматинською командою чемпіоном країни та володарем національного кубку. Причому у фінальній грі проти джамбульського «Фосфора» Найдовський відзначився дублем, принісши перемогу своїй команді з рахунком 5:1.
У сезонах 1994 і 1995 виступав за російський клуб «Торпедо» (Волзький) у Другій і Першій лігах Росії відповідно.
Завершив професійну ігрову кар'єру у клубі «Кайрат», де виступав протягом сезону 1996 року. Всього протягом відіграв за команду з Алмати одинадцять сезонів своєї ігрової кар'єри, взявши участь у 192 матчах чемпіонату і забивши 23 голи.

## Виступи за збірну
1992 року провів два матчі у складі національної збірної Казахстану на Кубку Центральної Азії.

## Подальше життя
Після завершення ігрової кар'єри переїхав в Мінськ, де він керував приватним бізнесом в торгівлі автозапчастинами. Потім повернувся до Алмати і працював тренером в дитячій спортивній школі.

## Досягнення
- Переможець Кубка Федерації футболу СРСР: 1
  - 1988

- чемпіон Казахстану: 1
  - 1992

- володар Кубка Казахстану: 1
  - 1992